# Yukifumi Murakami
Yukifumi Murakami (jap. 村上幸史 Murakami Yukifumi; ur. 23 grudnia 1979) – japoński lekkoatleta specjalizujący się w rzucie oszczepem.
W 1997 roku sięgnął po wicemistrzostwo Azji juniorów, a w kolejnym sezonie został brązowym medalistą mistrzostw świata juniorów w Annecy. Pierwszy medal – srebrny – igrzysk azjatyckich wywalczył w 2002 roku. W kolejnym sezonie został wicemistrzem Azji. Rok później bez powodzenia startował w igrzyskach olimpijskich w Atenach. W swoim pierwszym występie w mistrzostwach świata (2005) odpadł w eliminacjach, a w 2006 ponownie był drugi w igrzyskach azjatyckich. Zajął odległe miejsce w kwalifikacjach na mistrzostwach świata w Osace (2007) oraz na igrzyskach olimpijskich w Pekinie (2008). Największy międzynarodowy sukces odniósł w 2009 roku kiedy zdobył brązowy medal mistrzostw świata – był to pierwszy w historii rzutu oszczepem medal mistrzostw globu zdobyty przez zawodnika z Japonii. Po tym osiągnięciu został jeszcze w tym samym sezonie mistrzem Azji. Rok później zwyciężył w igrzyskach azjatyckich, a w lipcu 2011 ponownie został mistrzem Azji.
Medalista mistrzostw Japonii.
Rekord życiowy: 85,96 (28 kwietnia 2013, Hiroszima).

## Osiągnięcia
| Rok  | Impreza                     | Miejsce  | Pozycja           | Wynik |
| ---- | --------------------------- | -------- | ----------------- | ----- |
| 1997 | Mistrzostwa Azji juniorów   | Bangkok  | 2. miejsce        | 71,18 |
| 1998 | Mistrzostwa świata juniorów | Annecy   | 3. miejsce        | 70,72 |
| 2001 | Uniwersjada                 | Pekin    | eliminacje        | 74,26 |
| 2002 | Igrzyska azjatyckie         | Pusan    | 2. miejsce        | 78,77 |
| 2003 | Mistrzostwa Azji            | Manila   | 2. miejsce        | 77,04 |
| 2004 | Igrzyska olimpijskie        | Ateny    | el. – 18. miejsce | 78,59 |
| 2005 | Mistrzostwa świata          | Helsinki | el. – 27. miejsce | 68,31 |
| 2005 | Mistrzostwa Azji            | Inczon   | 6. miejsce        | 74,65 |
| 2006 | Igrzyska azjatyckie         | Doha     | 2. miejsce        | 78,15 |
| 2007 | Mistrzostwa świata          | Osaka    | el. – 21. miejsce | 77,63 |
| 2008 | Igrzyska olimpijskie        | Pekin    | el. – 15. miejsce | 78,21 |
| 2009 | Mistrzostwa świata          | Berlin   | 3. miejsce        | 82,97 |
| 2009 | Mistrzostwa Azji            | Kanton   | 1. miejsce        | 81,50 |
| 2010 | Igrzyska azjatyckie         | Kanton   | 1. miejsce        | 83,15 |
| 2011 | Mistrzostwa Azji            | Kobe     | 1. miejsce        | 83,27 |
| 2011 | Mistrzostwa świata          | Daegu    | el. – 15. miejsce | 80,19 |
| 2012 | Igrzyska olimpijskie        | Londyn   | el. – 24. miejsce | 77,80 |
| 2013 | Mistrzostwa świata          | Moskwa   | el. – 21. miejsce | 77,75 |
| 2014 | Igrzyska azjatyckie         | Incheon  | 4. miejsce        | 81,66 |
| 2015 | Mistrzostwa Azji            | Wuhan    | 3. miejsce        | 79,05 |